# Murphy Akanji
Murphy Akanji (Lagos, 1º gennaio 1977) è un ex calciatore nigeriano, di ruolo portiere.